# Michael Oliver (árbitro)
Michael Oliver (Ashington, Northumberland, Inglaterra 20 de febrero de 1985) es un árbitro de fútbol inglés de ascendencia alemana. Es árbitro internacional de la FIFA desde 2012. Pertenece al comité de la FA de Northumberland Asociación de Fútbol.
En 2010, fue ascendido para arbitrar principalmente en la Premier League. En 2012, fue nombrado Árbitro FIFA, siendo designado para la final del Copa Mundial de Fútbol Sub-17 de 2015 en Chile. Oliver fue ascendido al Grupo de Élite de la UEFA en 2018.

## Trayectoria
Nacido en Ashington, Northumberland, Oliver fue introducido al arbitraje por su padre, Clive, en la edad de 14 años. Progresó rápidamente en las categorías inferiores y fue ascendido a la Lista Nacional de Árbitros en 2007; en 2007 dirigió la final de su conferencia, siendo el árbitro de fútbol más joven en arbitrar en el Estadio de Wembley. Además ha sido el asistente de Premier League más joven y también cuarto árbitro más joven.
Oliver tenía que debutar en la Premier League en un partido entre Fulham y Portsmouth en enero de 2010. No podría debutar en este partido, ya que fue operado del tobillo y no pudo debutar hasta abril del mismo año. Finalmente pudo debutar en el Birmingham City Football Club contra Blackburn Rovers. Oliver tenía 25 años y 182 días, siendo el árbitro que más joven ha dirigido en la Premier League.
Michael Oliver fue designado para la final de la FA Cup 2012-13 en el Estadio de Wembley. También ha dirigido la final de la Community Shield 2014 entre Arsenal y Manchester City (3–0).

## Estadísticas
| Temporada | Partidos | Total | Por partido | Total | Por partido |
| --------- | -------- | ----- | ----------- | ----- | ----------- |
| 2006/07   | 12       | 26    | 2.17        | 3     | 0.27        |
| 2007/08   | 29       | 73    | 2.52        | 6     | 0.21        |
| 2008/09   | 41       | 101   | 2.46        | 5     | 0.12        |
| 2009/10   | 27       | 74    | 2.74        | 7     | 0.26        |
| 2010/11   | 29       | 83    | 2.86        | 6     | 0.21        |
| 2011/12   | 36       | 94    | 2.61        | 4     | 0.11        |
| 2012/13   | 39       | 105   | 2.69        | 1     | 0.03        |
| 2013/14   | 40       | 141   | 3.53        | 4     | 0.10        |
| 2014/15   | 39       | 137   | 3.51        | 6     | 0.15        |
| 2015/16   | 36       | 131   | 3.64        | 9     | 0.25        |
| 2016/17   | 44       | 138   | 3.14        | 5     | 0.11        |

## Torneos FIFA
| Copa Mundial de Fútbol Sub-17 de 2015 | Copa Mundial de Fútbol Sub-17 de 2015 | Copa Mundial de Fútbol Sub-17 de 2015 | Copa Mundial de Fútbol Sub-17 de 2015 |
| Fecha                                 | Partido                               | Ubicación                             | Fase                                  |
| ------------------------------------- | ------------------------------------- | ------------------------------------- | ------------------------------------- |
| 18/10/15                              | Honduras – Ecuador                    | Talca                                 | Fase de grupos                        |
| 28/10/15                              | México – Chile                        | Chillán                               | Octavos de final                      |
| 08/11/15                              | Malí – Nigeria                        | Viña del Mar                          | Final                                 |

## Liga de Campeones
| Liga de Campeones de la UEFA 2016-17 | Liga de Campeones de la UEFA 2016-17   | Liga de Campeones de la UEFA 2016-17 |
| Fecha                                | Partido                                | Ronda                                |
| ------------------------------------ | -------------------------------------- | ------------------------------------ |
| 27/09/2016                           | Sporting de Lisboa – Legia Varsovia    | Fase de grupos                       |
| 18/10/2016                           | Dinamo Zagreb – Sevilla                | Fase de grupos                       |
| 07/12/2016                           | Club Brujas – Copenhague               | Fase de grupos                       |
| Liga de Campeones de la UEFA 2017-18 |                                        |                                      |
| Fecha                                | Partido                                | Ronda                                |
| 13/09/2017                           | RB Leipzig – AS Mónaco                 | Fase de grupos                       |
| 18/10/2017                           | Juventus de Turín – Sporting de Lisboa | Fase de grupos                       |
| 06/12/2017                           | Feyenoord – SSC Napoli                 | Fase de grupos                       |
| 14/03/2018                           | Beşiktaş – Bayern Munich               | Octavos de final                     |
| 11/03/2018                           | Real Madrid – Juventus                 | Cuartos de final                     |
| Liga de Campeones de la UEFA 2018-19 |                                        |                                      |
| Fecha                                | Partido                                | Ronda                                |
| 03/10/2018                           | Porto – Galatasaray                    | Fase de grupos                       |
| 24/10/2018                           | Club Brujas – AS Monaco                | Fase de grupos                       |
| 27/11/2018                           | AEK Atenas – Ajax                      | Fase de grupos                       |